# Plăsoiu
Plăsoiu – wieś w Rumunii, w okręgu Braiła, w gminie Vișani. W 2011 roku liczyła 218 mieszkańców.